# Afzalpur
Afzalpur è una suddivisione dell'India, classificata come town panchayat, di 19.114 abitanti, situata nel distretto di Gulbarga, nello stato federato del Karnataka. In base al numero di abitanti la città rientra nella classe IV (da 10.000 a 19.999 persone).

## Geografia fisica
La città è situata a 17° 11' 60 N e 76° 20' 60 E e ha un'altitudine di 407 m s.l.m..

## Società

### Evoluzione demografica
Al censimento del 2001 la popolazione di Afzalpur assommava a 19.114 persone, delle quali 9.984 maschi e 9.130 femmine. I bambini di età inferiore o uguale ai sei anni assommavano a 2.921, dei quali 1.535 maschi e 1.386 femmine. Infine, coloro che erano in grado di saper almeno leggere e scrivere erano 10.325, dei quali 6.210 maschi e 4.115 femmine.